# Burggrub (Krummennaab)

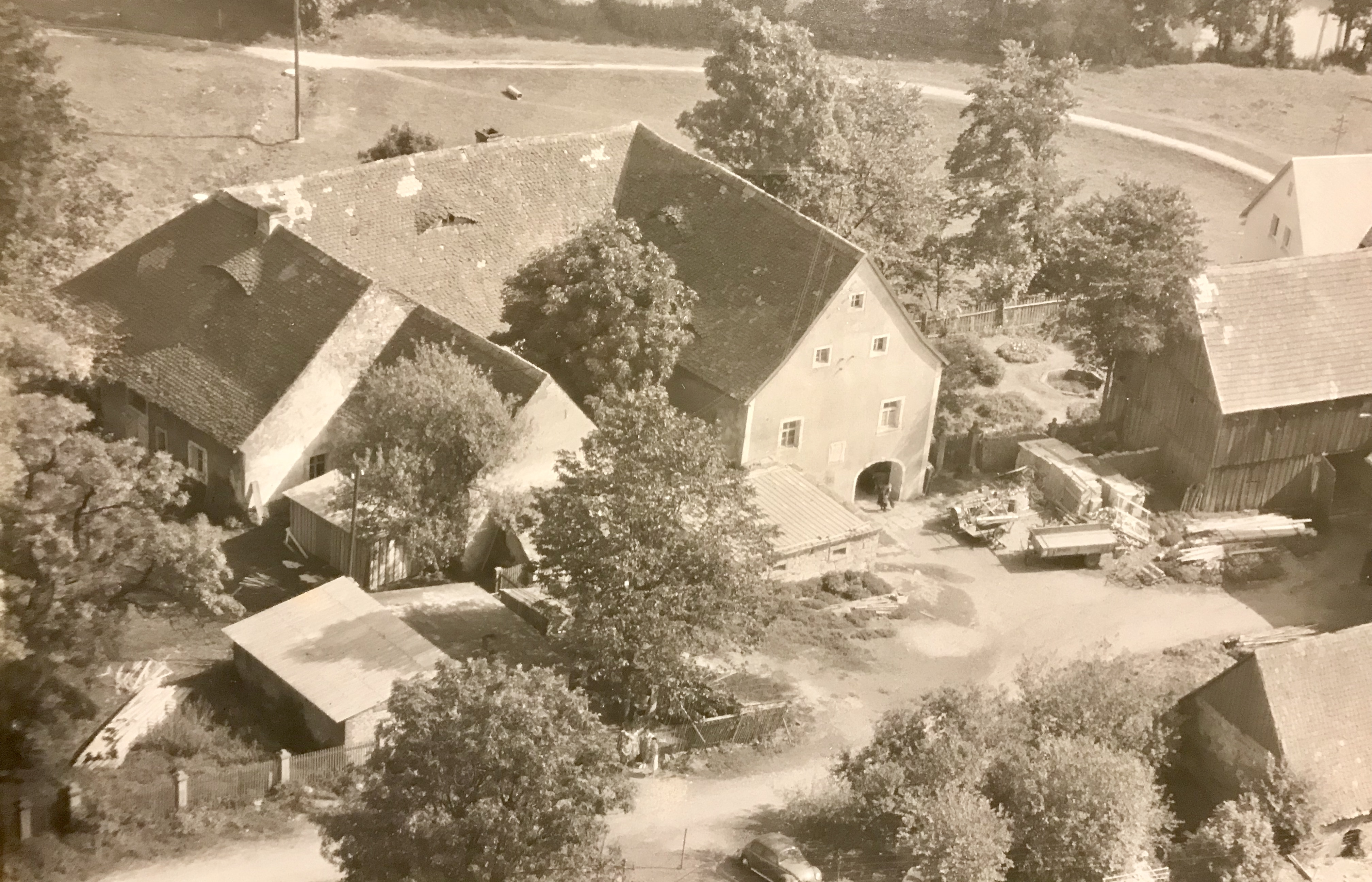
Schloss

Burggrub ist ein Gemeindeteil der Gemeinde Krummennaab im oberpfälzischen Landkreis Tirschenreuth.

## Geografie
Das Dorf liegt etwa 800 Meter südwestlich der Ortsmitte von Krummennaab auf einer Höhe von 457 m ü. NHN. Naturräumlich befindet sich Burggrub auf dem rechtsseitigen Hochufer der Fichtelnaab, dem rechten bzw. westlichen Quellfluss der Waldnaab.

## Geschichte
Die erste schriftliche Erwähnung des Ortes fand 1373 unter dem Namen Gruob statt. Bereits zuvor hatte die fränkisch/oberpfälzische Adelsfamilie von Trautenberg hier einen Burgsitz erbauen lassen, dessen Errichtung aufgrund eines von den hohenzollernschen Herrschern der Burggrafschaft Nürnberg ausgegebenen Lehens erfolgt war. Nach den Trautenbergern gelangte die Anlage in den Besitz der Herren von Mylin, die sie im Jahr 1373 an einen gewissen Ulrich aus dem Haus von Redwitz veräußerten. Die nachfolgenden Adelsfamilien in den Besitzverhältnissen waren 1567 die von Brandt, 1597 die von Stiebar und noch im gleichen Jahr die von der Grün, von 1629 bis 1861 dann die von Saurzapf.

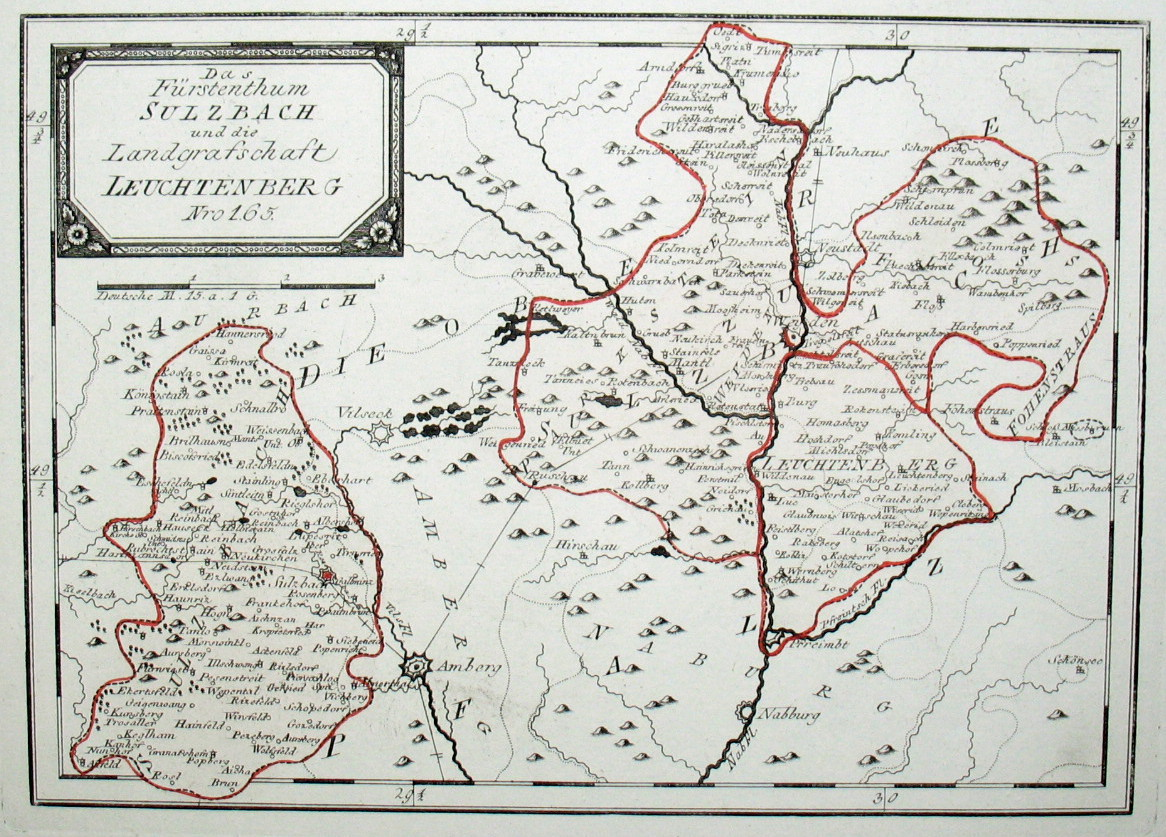
Territorium des Fürstentums Sulzbach und der Landgrafschaft Leuchtenberg

Anders als die nordöstlich gelegenen Gebieten dieser Region gehörte Burggrub bis zu der 1777 erfolgten Entstehung von Pfalz-Baiern nicht zum Kurfürstentum Baiern, sondern ebenso wie Krummennaab zum kurpfälzischen Fürstentum Pfalz-Sulzbach.
Durch die zu Beginn des 19. Jahrhunderts im Königreich Bayern durchgeführten Verwaltungsreformen wurde der Ort zu einer eigenständigen Landgemeinde. Diese wurde 1939 in die Gemeinde Krummennaab eingegliedert. Im Jahr 1987 zählte Burggrub 99 Einwohner.

## Verkehr
Den Anschluss an das öffentliche Straßenverkehrsnetz stellt die Staatsstraße 2121 her, die aus dem Nordosten von Krummennaab her kommend den nordwestlichen Ortsbereich durchläuft und kurz danach in die Staatsstraße 2181 einmündet. Ansonsten führt von Burggrub aus lediglich noch eine Gemeindeverbindungsstraße zu dem etwa einen halben Kilometer nordwestlich gelegenen Nachbarort Reisermühle.

## Sehenswürdigkeiten
In der Ortschaft befindet sich mit dem ehemaligen Schloss Burggrub ein denkmalgeschütztes Bauwerk, siehe Liste der Baudenkmäler in Burggrub.